# برایان لوئیس (دونده)
برایان لوئیس (انگلیسی: Brian Lewis؛ زادهٔ ۵ دسامبر ۱۹۷۴) دونده اهل ایالات متحده آمریکا است.
وی در مسابقات کشوری و بین‌المللی در مجموع برندهٔ ۲ مدال طلا شده‌است.